# Línea 42C (Movibus)
La línea 42C de la red de autobuses interurbanos de la Región de Murcia (Movibus) une Cartagena con La Unión por Roche.

## Características
Esta línea estaba previamente operada por la empresa Autocares Meroño, con el recorrido Cartagena - El Algar.
En 2018, cuando TUCARSA pasó a gestionar la línea (siendo numerada como 16), se recortó su itinerario para establecer su cabecera en La Unión. No obstante, en invierno la primera expedición de la mañana en sentido Cartagena aún procede de El Algar.
Algunas expediciones tienen parada en Los Camachos.
Desde el 3 de diciembre de 2021, con la entrada en vigor de la primera fase de Movibus, la línea es gestionada por la Consejería de Fomento e Infraestructuras de la Región de Murcia.
Desde diciembre de 2023, adopta su numeración correspondiente a la red de Movibus, pasando a ser la línea 42C.
La línea no mantiene los mismos horarios todo el año, en verano se reducen el número de expediciones, además de los días excepcionales vísperas de festivo y festivos de Navidad en los que los horarios también cambian y se reducen.
Pertenece a la concesión RMU-004 "Metropolitana Cartagena-Mar Menor", y es operada por ALSA (TUCARSA).
1. ↑  Autocares Meroño. «Horarios Invierno 2017-2018 línea regular El Algar». Consultado el 22 de mayo de 2023.
2. ↑  «La Comunidad adjudicará a Alsa, Orbitalia e Interbus las concesiones de autobuses de las áreas metropolitanas de Murcia y Cartagena». CARM.es. 16 de noviembre de 2021. Archivado desde el original el 6 de diciembre de 2021. Consultado el 22 de mayo de 2023.

## Horarios

### Invierno
| Lunes a viernes laborables | Lunes a viernes laborables | Sábados laborables   | Sábados laborables   | Domingos y festivos  | Domingos y festivos  |
| Cartagena > La Unión       | La Unión > Cartagena       | Cartagena > La Unión | La Unión > Cartagena | Cartagena > La Unión | La Unión > Cartagena |
| 07:30                      | 07:00                      | 09:00                | 08:00                | 11:00                | 09:30                |
| 08:45                      | 08:10                      | 11:00                | 10:00                | 13:30                | 11:30                |
| 12:00                      | 09:30                      | 13:30                | 12:00                | 19:00                | 16:00                |
| 13:00                      | 12:30                      | 17:00                | 16:00                | 21:00                | 20:00                |
| 14:25                      | 15:00                      | 19:00                | 18:00                |                      |                      |
| 15:30                      | 16:00                      | 21:00                | 20:00                |                      |                      |
| 18:00                      | 18:30                      |                      |                      |                      |                      |
| 19:30                      | 20:30                      |                      |                      |                      |                      |
| 21:00                      |                            |                      |                      |                      |                      |

### Verano
| Lunes a viernes laborables | Lunes a viernes laborables | Sábados laborables   | Sábados laborables   | Domingos y festivos  | Domingos y festivos  |
| Cartagena > La Unión       | La Unión > Cartagena       | Cartagena > La Unión | La Unión > Cartagena | Cartagena > La Unión | La Unión > Cartagena |
| 08:00                      | 08:30                      | 08:00                | 08:30                | 08:00                | 08:30                |
| 09:00                      | 09:30                      | 11:15                | 11:45                | 13:00                | 13:30                |
| 11:15                      | 11:45                      | 13:00                | 13:30                | 18:00                | 18:30                |
| 14:00                      | 14:30                      | 16:30                | 17:00                | 21:00                | 21:30                |
| 16:30                      | 17:00                      | 18:00                | 18:30                |                      |                      |
| 18:00                      | 18:30                      | 21:00                | 21:30                |                      |                      |
| 20:30                      | 21:00                      |                      |                      |                      |                      |

1. ↑  Desde El Algar.
2. 1 2 3 4 5 6 7 8 9 10 11 12 13 14 15 16 17 18 19 20 21 22 23 24 25 26 27 28 29 30 31 32 33 34  Pasa por Los Camachos.

## Recorrido y paradas

### Sentido La Unión
| Parada                                      | Común con             |
| ------------------------------------------- | --------------------- |
| Estación de Autobuses Cartagena             | 21 30 41 43 45 47 411 |
| Alfonso XIII - Hospital del Rosell (Frente) | 4 6 12 45 47 411      |
| Los Camachos                                |                       |
| Autoescuela San Nicolás                     |                       |
| Las Bodegas                                 |                       |
| Urb. Roche Alto                             |                       |
| Roche - Iglesia                             |                       |
| Roche Bajo                                  |                       |
| Los Topares                                 |                       |
| Las Paredes                                 |                       |
| La Aldea                                    |                       |
| Cortijo Juárez                              |                       |
| Pol. Ind. Lo Bolarín                        |                       |
| CEIP Sabina Mora                            |                       |
| Salida El Garbanzal                         |                       |
| El Garbanzal - Iglesia                      |                       |
| Polideportivo                               |                       |
| Calle Real                                  | 21 43                 |

### Sentido Cartagena
| Parada                                                                 | Común con                  |
| ---------------------------------------------------------------------- | -------------------------- |
| La expedición que comienza en El Algar realiza las siguientes paradas: |                            |
| El Algar - Plaza del Hondo                                             | 21                         |
| El Algar - Gasolinera                                                  |                            |
| Itinerario normal                                                      |                            |
| Calle Real                                                             | 21 42A 42B 43              |
| Polideportivo                                                          |                            |
| El Garbanzal - Iglesia                                                 |                            |
| Salida El Garbanzal                                                    |                            |
| CEIP Sabina Mora                                                       |                            |
| Pol. Ind. Lo Bolarín                                                   |                            |
| Cortijo Juárez                                                         |                            |
| La Aldea                                                               |                            |
| Las Paredes                                                            |                            |
| Los Topares                                                            |                            |
| Roche Bajo                                                             |                            |
| Roche - Iglesia                                                        |                            |
| Urb. Roche Alto                                                        |                            |
| Las Bodegas                                                            |                            |
| Autoescuela San Nicolás                                                |                            |
| Los Camachos                                                           |                            |
| Alfonso XIII - Hospital del Rosell                                     | 1 4 6 7 12 14 24 45 47 411 |
| Estación de Autobuses Cartagena                                        | 21 30 41 43 45 47 411      |